# 錫達格羅夫 (佛羅里達州)
錫達格羅夫（英語：Cedar Grove）是位於美國佛羅里達州貝縣的一個人口普查指定地區。

## 地理
錫達格羅夫的座標為30°12′44″N 85°36′22″W / 30.21222°N 85.60611°W，而該地最高點為海拔高度10米（即33英尺）。

## 人口
根據2010年美國人口普查的數據，錫達格羅夫的面積為7.00平方千米，當中陸地面積為7.00平方千米，而水域面積為0.00平方千米。當地共有人口3397人，而人口密度為每平方千米485人。